# JERA
株式会社JERA（ジェラ）は、東京都中央区日本橋に本社を置く、エネルギー事業を営む日本の株式会社。東京電力フュエル&パワーと中部電力との合弁で、日本国内の火力発電・ガス事業が中心である。液化天然ガス (LNG) の取扱量、洋上風力発電の開発規模は世界最大級。

## 概要
JERAは、東京電力ホールディングス傘下の東京電力フュエル&パワー（東電FP）と、中部電力とが50%ずつ出資し、燃料の上流開発・調達・トレーディング・輸送から、火力発電所の建設・運営までを手掛けるエネルギー企業である。日本国内の火力発電・ガス事業が中心で、発電した電気は小売電気事業者（東京電力エナジーパートナー、中部電力ミライズ等）に卸売りしている。

## 社名
JERAという社名は、Japan（日本）の頭文字、energy（エネルギー）の頭文字にera（時代）という語を組み合わせたものであり、「日本のエネルギーを新しい時代へ（Japan's Energy for a new eRA）」という意味が込められている。

## 事業内容
JERAグループの事業は次のとおりである。
- 燃料事業　燃料上流事業等への投資、燃料輸送・燃料トレーディング事業
- 海外発電事業　洋上風力発電を中心とする海外の発電事業等への投資
- 国内火力・ガス事業　国内における電力・ガスの販売など

連結売上高の大半は、国内火力・ガス事業が占める。

### 国内火力・ガス事業

#### 火力発電設備容量
2020年4月時点で、JERAが日本国内に保有する火力発電設備の容量（出力）は6548万kWであり、2位の関西電力（1577万kW）の4倍超であった。

#### 発電・販売実績
2020年度（2020年4月 - 2021年3月）に、JERAグループは、石炭約1570万トン、液化天然ガス（LNG）約3127万トンなどを日本国内で受け入れ、2446億kWhの電力量を日本国内で発電した。電力・ガスを小売電気事業者・ガス小売事業者に卸売りし、2兆3734億円余りの売上があった。東京電力エナジーパートナーが最大の卸先であり、売上高の51.8%が同社向けであった。2番目の卸先は中部電力ミライズ（27.2%）であった。

## 沿革

### 東電の火力包括提携
2011年（平成23年）3月11日、東京電力（東電）が運転する福島第一原子力発電所は東北地方太平洋沖地震により被災し、炉心溶融・水素爆発・放射能漏れ事故を起こした。JERAの元になる構想はこの事故の直後からあった。それは、東電の可児行夫（現・JERA会長）、見學信一郎（後の東京電力ホールディングス常務執行役）、関知道（現・東京電力ホールディングス常務執行役）ら「チーム希望」と称する若手社員たちが提言したもので、東電から原子力部門を事故の責任と一緒に切り離し、東電本体は民間の自由な火力発電会社として生き残るという東電解体案であった。この提言は当時の東電会長・勝俣恒久の怒りを買い、可児はオーストラリアの現地法人に左遷された。
2012年（平成24年）、東電の経営破綻を回避するために設立された原子力損害賠償支援機構（原賠機構。現・原子力損害賠償・廃炉等支援機構）が東電に1兆円出資することを決定した。6月、勝俣会長、西沢俊夫社長らは退任し、経済産業官僚の嶋田隆（後の経済産業事務次官、内閣総理大臣秘書官）が原賠機構経由で東電の担当となった。取締役・執行役・会長補佐兼経営改革本部事務局長に就いた嶋田は、「東電の企業文化に染まり切っていない人材を登用する」という理由で従来の主流派を退け、非主流派を抜擢した。そのため可児は左遷先から東電本店に復帰することができた。
当時、東電は、全ての原子力発電所（原子炉17基）の運転を停止し、これを火力発電で代替したため、火力発電用の燃料費が事故前の2倍、(年間約3兆円)に達したという。海外の資源企業には、東電の信用リスクを考慮して、東電向けの価格を引き上げたり、東電との取引に政府保証を求める動きがあったという。また、東電単独では、老朽火力発電所の建て替えが資金調達の面で難しい状況であったという。したがって、東電は「虎の子の首都圏市場を差し出す」ことも覚悟の上で、燃料・火力発電事業で他社と提携する必要に迫られたという。
2013年（平成25年）末に作成された東電の『新・総合特別事業計画』では、「燃料上流から発電までの供給網全体において、東電主導による働きかけのもと、戦略共有と資本的提携を前提にアライアンスパートナーと包括的な事業提携（2014年度中）を行い、双方の設備、運用を高度に統合するなど思い切った取り組みを行う」という方針が打ち出された。この「特別事業計画」は、通常の会社の事業計画とは異なり、東電が原賠機構から資金援助を受ける条件として、機構と東電とが共同で作成し、主務大臣（経済産業大臣ほか）の認定を受けたものである。
東電は2014年（平成26年）3月から燃料・火力発電事業に関する包括提携の相手を募集した。3月中旬、東電は中部電力（中電）、東京ガス、関西電力、大阪ガス、JXホールディングス（現・ENEOSホールディングス）に提携の提案書を送付した。

### 中電の首都圏進出
2009年（平成21年）頃、中電の三田敏雄社長（当時）は、電力自由化が進めば中電が東電と関西電力（関電）から挟み撃ちに遭う可能性を案じ、その前に電源開発（Jパワー）と提携して首都圏への進出を検討した。Jパワーは乗り気であったというが、2010年（平成22年）に中電の社長が水野明久に交代したことと、その翌年に東日本大震災（と電力危機）が発生したことが原因で、このときは首都圏進出は実現しなかった。
東電は、福島の事故後、火力発電の燃料費がかさんだため、2012年（平成24年）1月、高圧・特別高圧の電気料金を平均約17%値上げすることを予告した。中電には、この発表を知った首都圏の需要家から相談が寄せられるようになった。このときは電力需給が厳しいという理由で打診を断った。
2013年（平成25年）、東電は、9.53円/kWh以下で将来のベースロード電源を募集した。ほかの事業者がほとんど見向きもしないような条件であったが（事実、260万kWの募集に対し応募は68万kW止まりで、うち65万kWは中部電力による応募であった）、中電は東電の火力部門と組んでこれに応募した。東電の常陸那珂火力発電所の構内に800億円前後かけて65万kWの石炭火力発電設備を建設し、その建設費の大半を中電が負担する計画であった。中電は、建設費を負担する代償として、この設備から得られる電気の一部を引き取り、独自に首都圏で販売したいと申し入れた。
8月、中電は首都圏の高圧・特別高圧の需要家に電気を供給していたダイヤモンドパワーを三菱商事から買収すること、静岡県富士市で発電してダイヤモンドパワーに電気を卸す計画（鈴川エネルギーセンター）に参画することを発表した。10月、ダイヤモンドパワーの経営権を手に入れ、ついに首都圏進出を果たした。
翌年3月、東電から『特別事業計画』に沿った包括提携の提案書が届いた。それからというもの、勝野哲副社長（当時）の率いる経営戦略本部では、連日、包括提携の得失に関する議論が繰り広げられた。包括提携に応ずれば、首都圏での販売を拡大するための電源を手に入れることができるが、包括提携が「ひさしを貸して母屋を取られる」ことになる可能性が懸念された。最終的には、水野明久社長（当時）が「変革期はチャンスにほかならない」という考えのもと、包括提携の相手として立候補することを決断した。
当時の経営陣は「東電が首都圏の安定供給の役割を果たせないなら、中電がその役割を担うしかない」という覚悟を決めていたという。もっとも、中電は、原発を再稼働する関西電力が中部に進出するシナリオを想定しており、「ジリ貧の将来を考えれば、首都圏と海外の火力で稼ぐしか」ない、首都圏進出は「東電が弱体化している今しかできない」というのが本音であったともいう。

### JERA誕生
東電が包括提携の提案書を送った5社のうち、本命は東京ガス（東ガス）ではないかとの見方があった。1967年（昭和42年）、安西浩社長（当時）の率いる東ガスと、木川田一隆社長（当時）の率いる東電とは、共同して日本初のLNG導入を決定した。それ以来、両社は、LNGの共同調達とLNG基地の共同運営の実績を積み重ねてきた。2014年（平成26年）5月頃には、東ガスの広瀬道明社長（当時）が「これからも東電と当社が一緒にやればいちばん全体最適になるのではないか」、「われわれはそう考えているが、東電側がどう考えるかだ」と述べていた。
しかし、2014年（平成26年）9月、東ガスは東電に提携候補からの撤退を告げた。この瞬間、東電の提携相手は中部電力に決まった。中部電力側によれば、「常陸那珂で東電との人脈も含めて関係を構築できたこと」が大きかったという。経済産業省幹部は、東電・中電・大阪ガスの提携が実現することが電力・ガス業界の再編につながると考えていたという。
2014年（平成26年）10月、東電の廣瀬直己社長と中電の水野明久社長とが共同で記者会見を開き、火力発電に関する包括的アライアンスの協議に入ることを発表した。翌年2月、両社は包括的アライアンスに合意した。
2015年（平成27年）4月、両社はJERAを設立した。中電は品川駅周辺にJERAの本社を置くことを希望したが、東電の数土文夫会長（当時）の「もっと東京の真ん中へ」という希望が通り、JERA本社は中央区日本橋の東京日本橋タワーに入居した（2019年1月に日本橋髙島屋三井ビルディングに移転）。「JERA」という社名を提案したのも東電側であった。両社のJERAに対する出資比率は50%ずつで、初代代表取締役会長には東電出身の内藤義博が、初代代表取締役社長には中電出身の垣見祐二が就任した。当初の資本金は4.8億円、社員数は約50人であった。当初の事業内容は、新規の燃料上流事業開発・燃料調達事業、国内火力発電所の新設・リプレース事業、新規の海外発電事業開発であった。
両社は、2015年度（平成27年度）から段階的に、燃料・火力発電事業をJERAに統合する作業を進めた。2015年（平成27年）10月に燃料輸送事業、燃料トレーディング事業をJERAに統合し、翌年7月には、燃料上流事業、燃料調達事業、海外発電・エネルギーインフラ事業の統合を完了した。

### 既存火力発電所の統合

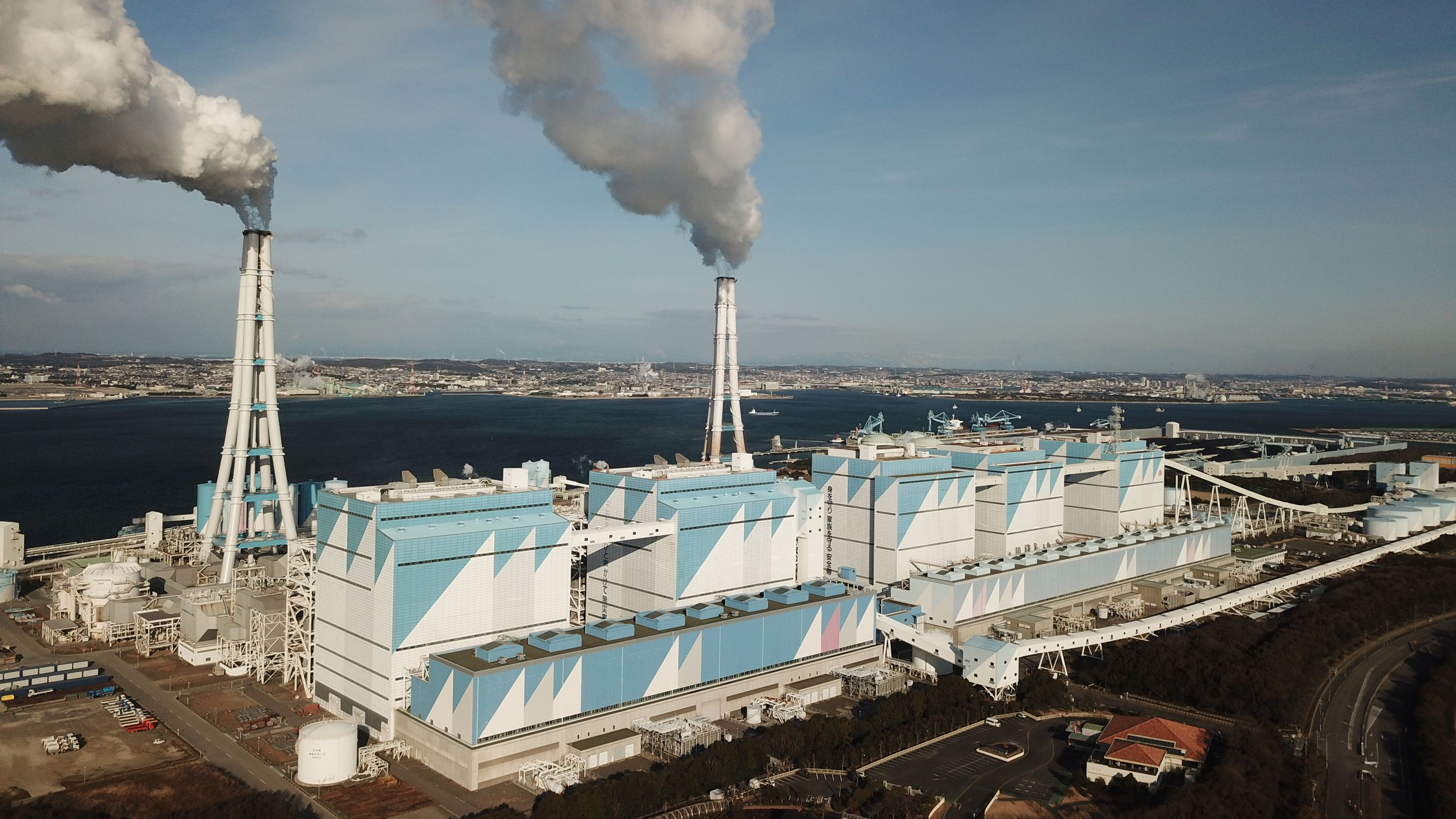
碧南火力発電所。世界有数の規模の石炭火力発電所で、中電の「競争力の源泉」の一つであった。2019年（平成31年）4月にJERAの発電所となった。

中電側は、日本国内の既存の火力発電所をJERAに統合する決断に踏み切ってはいなかった。既存の火力発電所の統合については、2015年（平成27年）2月の発表文では、「検討を継続してまいります」という表現になっていたが、これは棚上げに等しいという見方があった。
そもそも、中電は、火力中心の電源構成を持つ電力会社であった。1970年代の石油危機後、日本の電力会社はこぞって原子力発電に傾注したが、中電の場合、浜岡原子力発電所（1976年（昭和51年）運転開始）に続く原子力発電所の計画（芦浜原子力発電所、珠洲原子力発電所）が難航したため、引き続き火力発電に頼らざるを得なかった。そこで、発電所の運用や燃料調達における取組により火力発電のコストを抑制し、「火力は競争力の源泉」 と言えるまでになった。中電は、「競争力の源泉」である火力発電所を東電との合弁会社に移管することが自社の利益になるのかを慎重に検討していた。
東電の廣瀬直己社長（当時）は、当初、東電・中電が合弁会社からほぼ原価で電気を買い取る（合弁会社に利益を残さない）ようにすることを提案し、中電の水野明久社長（当時）は、この提案に不信感を持った。また、経済産業省に設置された「東京電力改革・1F問題委員会」の委員からはJERAに対して、「福島に関わる費用をできるだけ捻出していただきたい」という意見が出た。経済産業省と東電が賠償・廃炉資金を生み出すためにJERAを利用するつもりなのであれば、中電は、自社の火力発電所をJERAに移管する意味を見いだせないのであった。
一方、経済産業省と東電は、火力発電分野以外に、原子力や送配電の分野でも他社とのアライアンスを目指しており、次なるアライアンスを進めるためには、JERAで「成功モデル」を示す必要があった。
そこで、2017年（平成29年）5月に主務大臣（経済産業大臣ほか）の認定を受けた東京電力ホールディングスの『新々・総合特別事業計画』には、JERAが「独立した企業文化」「強く健全な経営・財務体質」を持ち、「自律的な事業運営」を行えるようにする措置を講ずることを書き込んだ。そして、東電側は、中電に対して「JERAの事業活動を制約しない措置」を約束した。その内容は、①JERAに「配当ルール」を設け、賠償・廃炉資金が必要な東電がJERAの成長に必要な資金を配当金として吸い上げることを制限する、②東電の財務状況が悪化した場合、中電がJERAの株式を追加取得し、経営権を握ることができる、というものであった。
これを受けて、中電はついに、既存の火力発電所をJERAに統合することを決断した。当時、社内には「経産省と東電に食い物にされる」と忠告する役員の声や、「中電に入社したのは中部地方で安定した生活を送りたいからであって、世界で仕事をしたいからではない」という従業員の声もあったという。
2017年（平成29年）6月、東電グループの火力発電会社「東京電力フュエル&パワー」（東電FP）と中電との間で、既存火力発電事業の統合に係る合弁契約が締結され、翌年6月の両社の株主総会で合弁契約が承認された。こうして、2019年（平成31年）4月、統合の最終段階として、東電FPと中電の火力発電所・LNG基地は全て、JERAに移管された。また、中電はJERAに3,350億円を追加で拠出することで東電FPと中電とのJERAに対する出資比率を50:50に維持した。JERAの会長には東電出身の佐野敏弘が、JERAの社長には中電出身の小野田聡が就いた。
JERA社員は2021年（令和3年）3月までは東電FPと中電から出向中の扱いであったが、4月、両社からの出向者の約9割がJERAに転籍した。また、同年3月から、2022年度入社予定の新卒者に対する採用活動を始めた。

### 再生可能エネルギーの利用拡大へ
結局、東電と中電は2014年（平成25年）から5年の歳月を費やし、ようやく火力発電事業の全面的な統合に漕ぎ着けることができた。この間に、世界では、再生可能エネルギーによる発電のコストが低下するとともに、再生可能エネルギーによる発電が急速に普及し、地球温暖化の原因となる二酸化炭素を大量に放出する石炭火力発電への逆風が一気に強まった。
その結果、JERAは火力発電事業の全面統合が完成しないうちから、火力依存からの脱却を図る必要に迫られた。2018年（平成30年）12月、JERAは、海外の洋上風力発電プロジェクトに200億円投資することを発表した。日本国内では、洋上風力発電所の立地調査を始めたという。 2015年（平成27年）には「化石燃料調達と火力発電事業における世界一の企業」を目指すと公言していたが、2019年（平成31年）2月の発表では、「クリーン・エネルギー経済へと導くLNGと再生可能エネルギーにおけるグローバルリーダー」を「新たなビジョン」として掲げた。

### 小売参入
2024年（令和6年）5月、JERAは子会社・株式会社JERA Cross を通じて電力の小売に参入することを発表した。マッキンゼー・アンド・カンパニーと協力し、脱炭素を必要とする企業の脱炭素計画の策定・実行を支援し、計画の実行に必要なエネルギーはJERAグループで調達し、顧客企業に供給する。『電気新聞』は、JERAの小売参入について、「大手電力や新電力に動揺が広がっている」と報じた。

### 海外事業
海外事業では、台湾北西部苗栗県沖の洋上風力発電所「フォルモサ1」の商業運転開始を2020年1月6日に発表した。バングラデシュ進出も準備中で、インド企業リライアンス・パワーと共同でダッカ近郊で出力75万kwの火力発電所を2022年に運開する予定である。

#### 主な事業
オーストラリア
- イクシスLNG事業
- ウィートストーンLNG事業
- ゴーゴンLNG事業
- ダーウィンLNG事業
- フリーポートLNG事業
- バロッサガス田開発事業

タイランド
- EGCO発電事業
- ラチャブリ・ガス火力IPP事業
- 風力IPP事業
- 太陽光IPP事業

インドネシア
- チレボン・石炭火力IPP事業
- （過去） パイトン・石炭火力IPP事業 - パイトンⅠ（123万kW）は1999年、パイトンⅢ（81.5万kW）は2012年に稼働開始。2021年8月、インドネシアのメドコ社に売却された。[45]

ベトナム
- フーミー・ガス火力IPP事業

フィリピン
- ティームエナジー発電事業

台湾
- 彰濱/豊徳/星元・ガス火力IPP事業
- フォルモサ１洋上風力IPP事業
- フォルモサ２洋上風力IPP事業

インド
- ReNew Power風力・太陽光発電事業

バングラデシュ
- サミット・パワーIPP事業

カタール
- ウム・アル・ホール・ガス火力IWPP事業
- メサイード・ガス火力IPP事業
- ラスラファンC・ガス火力IWPP事業

アラブ首長国連邦
- ウム・アル・ナール・ガス火力IWPP事業

オマーン
- スール・ガス火力IPP事業

英国
- ガンフリートサンズ洋上風力IPP事業
- Zenobe蓄電池事業

ドイツ
- Hydrogenious LOHC Technologies 水素関連事業

米国
- ブレイディ・火力IPP事業
- テナスカ・ガス火力IPP事業
- キャロルカウンティ・ガス火力IPP事業
- クリケットバレー・ガス火力IPP事業
- リンデン・ガス火力IPP事業
- コンパス・ガス火力IPP事業
- エル・サウズ陸上風力発電事業

メキシコ
- バジャドリド・ガス火力IPP事業 - 2003年に中部電力、三井物産、米国カルパイン社（英語版）が事業会社を通し共同で建設・運営。2006年4月のカルパイン社持分譲渡ののち、メキシコ電力庁と25年間の電力供給を契約[46]。2016年7月に中部電力がJERAに持分譲渡[47][48]。現在はJERA、三井物産、東京ガスがMT FALCON社を通し、発電事業会社5社（総発電容量2,233MW）とパイプライン会社を所有。2021年、英国アクティス・キャピタル （英語版）のActis GP LLP社への売却が合意された[49][50]。

### 年表
- 2014年（平成26年）10月7日 東京電力（東電）と中部電力（中電）が火力発電事業についての包括的アライアンスの協議に入ることに合意。
- 2015年（平成27年）
  - 2月9日 東電と中電が包括的アライアンスに合意し、新会社を設立するための合弁契約を締結。
  - 4月30日 東電と中電が合弁契約に基づき、JERAを設立。会長には東電出身の内藤義博が、社長には中電出身の垣見祐二が就任。
  - 10月1日 JERAが東電と中電の燃料輸送事業、燃料トレーディング事業を承継。
- 2016年（平成28年）
  - 4月1日 東電出身の内藤義博に代わり、米国人弁護士ヘンドリック・ゴーデンカーがJERA会長に就任。
  - 7月1日 JERAが東京電力フュエル&パワー（東電FP）と中電の燃料上流事業、燃料調達事業、海外発電・エネルギーインフラ事業を承継。
- 2017年（平成29年）
  - 1月6日 JERAが調達した米国産LNGが中電上越火力発電所に到着。米国産LNG（アラスカ州産を除く）の輸入は日本初。
  - 4月 フランスの大手電力会社「EDF」の石炭・石炭船トレーディング部門をJERA Tradingに統合。
  - 6月8日 東電FPと中電が既存火力発電事業の統合に係る合弁契約を締結。
- 2018年（平成30年）
  - 6月27日 東電FPと中電の株主総会が、合弁契約を承認。2019年4月の既存火力発電所統合が確定。
  - 12月28日 JERAとして初めて、海外の洋上風力発電プロジェクトに参画することを発表。
- 2019年（平成31年/令和元年）
  - 4月1日 東電FPと中電の既存火力発電所およびその関連施設をJERAが承継。東電グループと中部電力の燃料・火力発電事業の統合が完成。
  - 11月11日 プロ野球セントラル・リーグ公式戦のタイトルパートナー（冠スポンサー）契約を同リーグと締結。契約期間は2020年から3年間。
- 2021年（令和3年）
  - 3月5日 同年よりWリーグに参入するプレステージ・インターナショナル アランマーレとユニフォームスポンサーを締結[51]。

### 歴代会長
| 代 | 氏名                       | 就任                      | 前職                                                                            |
| -- | -------------------------- | ------------------------- | ------------------------------------------------------------------------------- |
| 初 | 内藤義博                   | 2015年（平成27年）4月30日 | 東京電力取締役                                                                  |
| 2  | ヘンドリック・ゴーデンカー | 2016年（平成28年）4月1日  | ホワイト&ケース パートナー・東京オフィス代表 JERAシニアアドバイザー兼社外専門家 |
| 3  | 佐野敏弘                   | 2019年（平成31年）4月1日  | 東京電力フュエル&パワー代表取締役会長 JERA取締役（非常勤）                      |
| 4  | 可児行夫                   | 2023年（令和5年）4月1日   | 株式会社JERA取締役副社長執行役員                                                |

### 歴代社長
| 代 | 氏名     | 就任                      | 前職                                                                        |
| -- | -------- | ------------------------- | --------------------------------------------------------------------------- |
| 初 | 垣見祐二 | 2015年（平成27年）4月30日 | 中部電力専務執行役員（燃料部・国際事業部統括）                              |
| 2  | 小野田聡 | 2019年（平成31年）4月1日  | 中部電力代表取締役・副社長執行役員・発電カンパニー社長 JERA取締役（非常勤） |
| 3  | 奥田久栄 | 2023年（令和5年）4月1日   | 株式会社JERA取締役副社長執行役員                                            |

## 拠点

### 本社・支社
本社は、東京都中央区日本橋の日本橋髙島屋三井ビルディングに置く。また、東京都千代田区内幸町の日比谷国際ビルヂングに東日本支社を、名古屋市中村区（名古屋駅前）のJPタワー名古屋に西日本支社を置く。

### 日本国内の火力発電所

#### 50 Hz（東北地方・関東地方）
| 名称                   | 所在地             | 出力（万kW） | 燃料             | 備考                            |
| ---------------------- | ------------------ | ------------ | ---------------- | ------------------------------- |
| 広野火力発電所         | 福島県双葉郡広野町 | 180          | 重油・原油・石炭 |                                 |
| 常陸那珂火力発電所     | 茨城県那珂郡東海村 | 200          | 石炭             |                                 |
| 常陸那珂共同火力発電所 | 茨城県那珂郡東海村 | 65           | 石炭             | 常陸那珂火力発電所構内          |
| 鹿島火力発電所         | 茨城県神栖市       | 126          | 都市ガス         |                                 |
| 富津火力発電所         | 千葉県富津市       | 516          | LNG              |                                 |
| 袖ケ浦火力発電所       | 千葉県袖ケ浦市     | 360          | LNG              |                                 |
| 姉崎火力発電所         | 千葉県市原市       | 315          | LNG・LPG         |                                 |
| 五井火力発電所         | 千葉県市原市       | 78           | LNG              | 2号機・3号機建設中。出資比率60% |
| 千葉火力発電所         | 千葉市中央区       | 438          | LNG              |                                 |
| 品川火力発電所         | 東京都品川区       | 114          | 都市ガス         |                                 |
| 大井火力発電所         | 東京都品川区       | 0            | 原油             | 2022年3月末に廃止               |
| 川崎火力発電所         | 川崎市川崎区       | 342          | LNG              |                                 |
| 東扇島火力発電所       | 川崎市川崎区       | 200          | LNG              |                                 |
| 横浜火力発電所         | 横浜市鶴見区       | 301.6        | LNG              |                                 |
| 南横浜火力発電所       | 横浜市磯子区       | 115          | LNG              |                                 |
| 横須賀火力発電所       | 神奈川県横須賀市   | 130          | 石炭             |                                 |

#### 60 Hz（中部地方）
| 名称               | 所在地             | 出力（万kW） | 燃料                 | 備考           |
| ------------------ | ------------------ | ------------ | -------------------- | -------------- |
| 渥美火力発電所     | 愛知県田原市       | 140          | 重油・原油           | 長期計画停止中 |
| 碧南火力発電所     | 愛知県碧南市       | 410          | 石炭                 |                |
| 武豊火力発電所     | 愛知県知多郡武豊町 | 107          | 石炭・木質バイオマス |                |
| 知多火力発電所     | 愛知県知多市       | 170.8        | LNG                  |                |
| 知多第二火力発電所 | 愛知県知多市       | 170.8        | LNG                  |                |
| 新名古屋火力発電所 | 名古屋市港区       | 305.8        | LNG                  |                |
| 西名古屋火力発電所 | 愛知県海部郡飛島村 | 237.6        | LNG                  |                |
| 川越火力発電所     | 三重県三重郡川越町 | 480.2        | LNG                  |                |
| 四日市火力発電所   | 三重県四日市市     | 58.5         | LNG                  |                |
| 上越火力発電所     | 新潟県上越市       | 238          | LNG                  |                |

#### 2019年4月以降の変動
- 2021年（令和3年）
  - 1月8日 常陸那珂共同火力発電所1号機（65万kW）運転開始[52]（+65万kW）
  - 12月7日 姉崎火力発電所1号機（60万kW）・2号機（60万kW）・3号機（60万kW）・4号機（60万kW）廃止[53]（▲240万kW）
- 2022年（令和4年）
  - 3月31日 大井火力発電所1号機（35万kW）・2号機（35万kW）・3号機（35万kW）（いずれも2016年4月から長期計画停止中）廃止[54]（▲105万kW）
  - 3月31日 横浜火力発電所5号機（17.5万kW）・6号機（35万kW）（いずれも2016年4月から長期計画停止中）廃止[54]（▲52.5万kW）
  - 3月31日 知多火力発電所1号機（52.9万kW、2017年3月から長期計画停止中）・2号機（52.9万kW、2017年4月から長期計画停止中）・3号機（50万kW、2017年4月から長期計画停止中）・4号機（70万kW、2017年10月から長期計画停止中）廃止[54]（▲205.8kW）
  - 8月5日 武豊火力発電所5号機（107万kW）運転開始[55]（+107万kW）
- 2023年（令和5年）
  - 2月1日 姉崎火力発電所新1号機（約65万kW）運転開始[56]（+65万kW）
  - 3月31日 鹿島火力発電所1号機（60万kW、2014年9月から長期計画停止中）・2号機（60万kW、2014年10月から長期計画停止中）・3号機（60万kW、2014年4月から長期計画停止中）・4号機（60万kW、2014年4月から長期計画停止中）・5号機（100万kW、2020年4月から長期計画停止中）・6号機（100万kW、2020年4月から長期計画停止中）廃止[57]（▲440万kW）
  - 4月1日 姉崎火力発電所新2号機（約65万kW）運転開始[58]（+65万kW）
  - 6月30日 横須賀火力発電所新1号機（65万kW）運転開始[59]（+65万kW）
  - 8月1日 姉崎火力発電所新3号機（約65万kW）運転開始[60]（+65万kW）
  - 10月5日 広野火力発電所1号機（60万kW、2016年4月から長期計画停止中）・3号機（100万kW、2018年7月から長期計画停止中）・4号機（100万kW、2018年7月から長期計画停止中）廃止[61]（▲260万kW）
  - 12月22日 横須賀火力発電所新2号機（65万kW）運転開始[62]（+65万kW）
- 2024年（令和6年）
  - 8月1日 五井火力発電所1号機（78万kW）運転開始[63]（+78万kW）
  - 11月 五井火力発電所2号機（78万kW）運転開始（予定）
- 2025年（令和7年）
  - 3月 五井火力発電所3号機（78万kW）運転開始（予定）

### 日本国内のLNG基地
| 名称              | 所在地             | 容量（万kL） | 備考                 |
| ----------------- | ------------------ | ------------ | -------------------- |
| 富津LNG基地       | 千葉県富津市       | 111          |                      |
| 袖ケ浦LNG共同基地 | 千葉県袖ケ浦市     | 119          | 東京ガスとの共同基地 |
| 東扇島LNG基地     | 川崎市川崎区       | 54           |                      |
| 根岸LNG共同基地   | 横浜市磯子区       | 14           | 東京ガスとの共同基地 |
| 知多LNG共同基地   | 愛知県知多市       | 23           | 東邦ガスとの共同基地 |
| 川越LNG基地       | 三重県三重郡川越町 | 84           |                      |
| 四日市LNGセンター | 三重県四日市市     | 32           |                      |
| 上越LNG基地       | 新潟県上越市       | 54           |                      |

東西連係ガス導管、伊勢湾横断ガスパイプラインもJERAが所有・運用する。

### PR館・電力館
- 川越電力館テラ46[64]
- JERA park HEKINAN[64]（旧・へきなんたんトピア）
- 知多電力館[64]
- 横浜ストロベリーパーク（旧・東京ストロベリーパーク）[64][65][66][67]

### グループ会社
- 君津共同火力
- 鹿島共同火力
- 相馬共同火力発電
- 常磐共同火力
- 知多エル・エヌ・ジー

など

## その他
- 2020年より「JERA セントラル・リーグ」の名称でプロ野球セントラル・リーグ公式戦の大会タイトルパートナー（冠スポンサー）を務めている[68][69]。
  - 2023年より同リーグの公式表彰「JERAセ・リーグAWARD」を開始し、同賞の選考会を含んだ公式配信番組「JERAセ・リーグレジェンドLIVE」も手掛ける。
- 2021年4月8日より、『JERA ゼロエミッション 2050』をテーマとしたテレビCMが放映されている。CM曲はONE OK ROCKの『We are』。また、「NEW WORLD. NEW ENERGY.」をテーマとしたテレビCMにも同楽曲が使用されている[70][71][72]。